# NGC 7121
NGC 7121 ist eine Spiralgalaxie vom Hubble-Typ Sbc im Sternbild Wassermann auf der Ekliptik. Sie ist schätzungsweise 374 Millionen Lichtjahre von der Milchstraße entfernt.
Das Objekt wurde am 3. September 1872 von Edouard Stephan entdeckt.